# Víktor Yevséyev
Víktor Nikoláyevich Yevséyev (en ruso: Евсеев, Виктор Николайевич, tr.: Víktor Nikoláievich Evséiev); fue un Piloto y paracaidista de pruebas que alcanzó la graduación de Capitán nacido en Blagovéshchensk (Imperio Ruso), en 1905 y fallecido en la antigua URSS en el año 1937).

## Biografía laboral y paracaidística
Nacido el 31 de enero de 1905 en la ciudad de Blagovéshchensk, trabajó en el sector agrícola en la región de Jabárovsk. En 1922 trabajó en un barco en el Río Amur y, entre 1923-1925, en una fábrica mecánica. En 1927 se graduó de la escuela técnica en Vladivostok.
Se alistó en el Ejército Rojo en el año 1927. En 1931 se graduó en la Escuela de Pilotos de la Fuerza Aérea de Borisoglebsk, siendo destinado en julio de ese mismo año al Grupo de Pruebas de Paracaídas del NII VVS.
Participó en el Proyecto Zveno probando diferentes configuraciones de “Zveno-6”. En 1935 alcanzó una altitud de 12 020 m volando uno de esos aparatos.
Comenzó a saltar en paracaídas en 1930. El 10 de octubre de 1933 batió un nuevo récord, al saltar desde una altura de 7200 metros y abrir la campana principal a 150 metros, totalizando una caída libre de 7050 metros y un retardo de apertura de 132 segundos. 
Durante los años 1934-36 formó parte del “Quinteto Rojo”, un equipo de exhibición de saltos en paracaídas, participando en numerosos desfiles aéreos.
En su cartilla de saltos hay anotados más de 100 saltos en paracaídas hasta la fecha de su muerte, ocurrida el 11 de agosto de 1937 durante un vuelo de pruebas de un aparato Polikarpov I-16.
Está enterrado en Moscú, en el cementerio Donskói.

## Premios
- Orden de Lenin, en 1935
- Orden de la Estrella Roja, el 25 de mayo de 1936
- Maestro del Deporte en Paracaidismo de la URSS en 1934
- Diversas medallas adicionales